# Ryda socken
Ryda socken i Västergötland ingick i Barne härad och området ingår sedan 1971 i Vara kommun och motsvarar från 2016 Ryda distrikt.
Socknens areal är 32,38 kvadratkilometer varav 32,33 land. År 2000 fanns här 529 invånare. Småorten Helås samt sockenkyrkan Ryda kyrka ligger i socknen.

## Administrativ historik
Socknen har medeltida ursprung. I socknen införlivades senast på 1800-talet Halvås socken, evetuellt var det dock aldrig en separat jordebokssocken.
Vid kommunreformen 1862 övergick socknens ansvar för de kyrkliga frågorna till Ryda församling och för de borgerliga frågorna bildades Ryda landskommun. Landskommunen utökades 1952 och uppgick 1967 i Vara köping som 1971 ombildades till Vara kommun. Församlingen utökades 2002 och uppgick 2018 i Varabygdens församling.
Den 1 januari 1957 överfördes ett område omfattande en areal av 0,27 km², varav 0,26 km² land, och 108 invånare till Levene socken.
1 januari 2016 inrättades distriktet Ryda, med samma omfattning som församlingen hade 1999/2000.  
Socknen har tillhört län, fögderier, tingslag och domsagor enligt vad som beskrivs i artikeln Barne härad. De indelta soldaterna tillhörde Skaraborgs regemente, Skånings kompani och Västgöta regemente, Barne kompani.

## Geografi
Ryda socken ligger nordväst om Vara med Kedumsbergen i väster och Afsån i öster. Socknen är en slättbygd på Varaslätten i öster och en kuperad skogsbygd i väster. Det finns ingen sjö i Ryda och vattendragen är få utöver Afsän även kallad Afsan, Assån, Tjustån och Lilla Lidan - bildar gräns mellan Ryda och Vara.

## Fornlämningar
En hällkista från stenåldern är funnen. Till de lösa stenåldersfynden i Ryda hör yxor av olika slag men även skrapstenar och stensågar. Från järnåldern har funnits gravfält, nu borttagna. En runsten har påträffats vid platsen för gamla klockstapeln.
Inom området finns även en ödekyrkogård där Halvås medeltidskyrka legat. Denna ödekyrkogård ligger i nordvästra delen av småorten Helås i södra delen av Ryda socken och söder om kyrkbyn.

## Kyrkorna
Under medeltiden har det funnits en kyrka av sten i Halvås (Halvås socken omfattade södra delen av nuvarande Ryda.) Vid en 1939 företagen utgrävning gjordes en del intressanta iakttagelser. Ryda äldsta kyrka omnämnes i samband med västgötalagmannen Algot Brynolfsson, ägare av Attorps säteri i Ryda och död 1300. Under årens lopp har nuvarande Ryda kyrka genomgått flera större reparationer. Vissa reparationer gjordes efter jordbävningfen 1904.

## Namnet
Namnet skrevs 1414 Ryodha och kommer från kyrkbyn och innehåller ryd, 'röjning'. Nuvarande Ryda förekommer redan 1540 i Skara stifts kyrkliga jordebok.